# Geronimo (indianenleider)

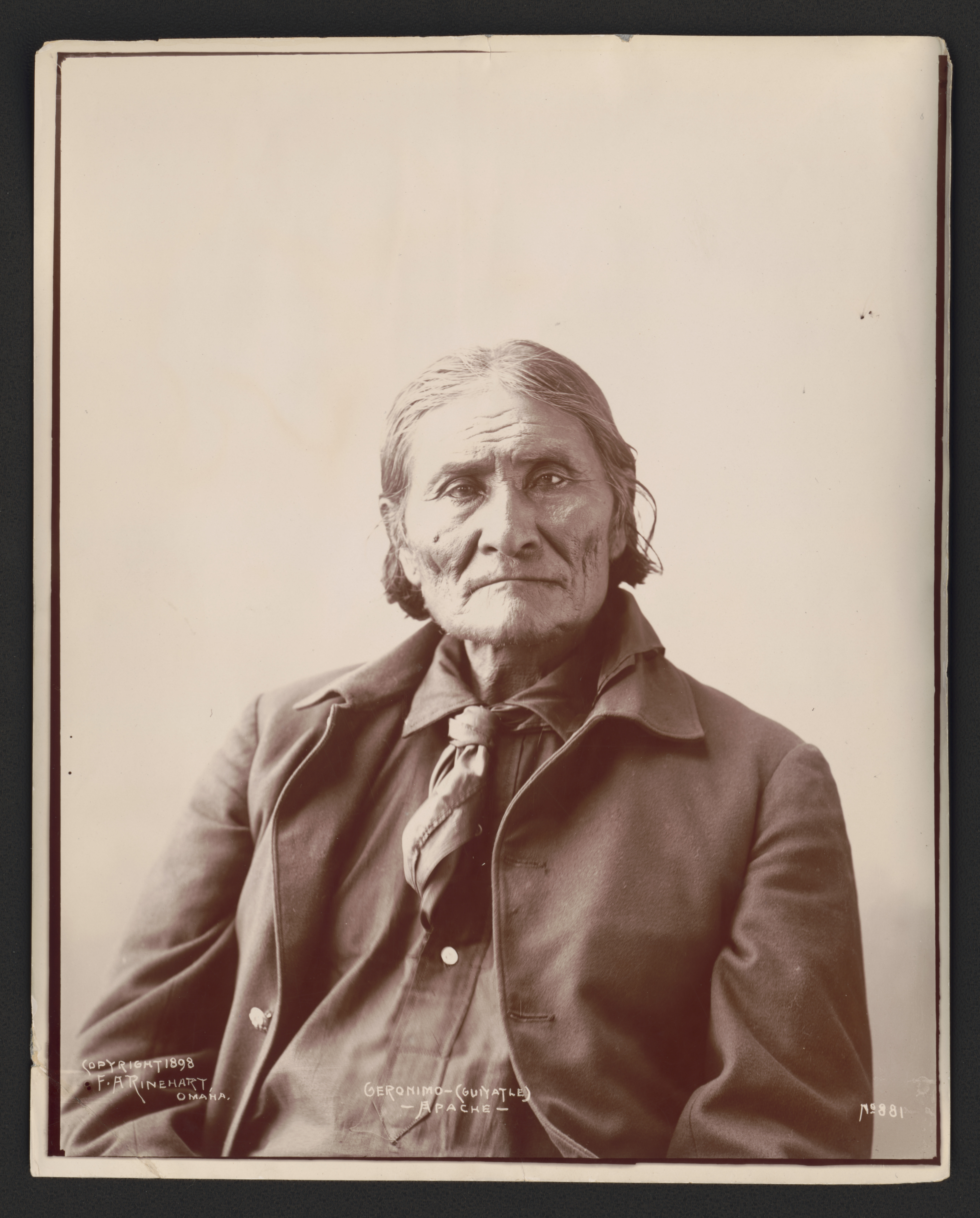
Geronimo, door Frank Rinehart gefotografeerd in 1898.

Geronimo (Gila Wilderness, Arizona, 16 juni 1829 – Fort Sill, Oklahoma, 17 februari 1909) was een Noord-Amerikaanse indianenleider, behorende tot de stam van de Apaches, meer bepaald de Chiricahua-Apaches. Zijn Apachenaam luidde 'Goyaałé' (hij die geeuwt). De naam Geronimo is hiervan een verbastering.
Geronimo ontsnapte diverse keren uit het reservaat van San Carlos, dat door de Amerikaanse regering aan de Chiricahua-Apaches was toegewezen. Telkens werd hij door het Amerikaanse leger opgespoord, eerst onder leiding van generaal George Crook (1883–1884), daarna onder leiding van kolonel Nelson A. Miles (1884–1886).
Geronimo gaf zich uiteindelijk definitief over in september 1886; er was een troepenmacht van ongeveer 5000 man nodig om 36 indianen te vangen. Alle Chiricahua-Apaches werden naar Florida gedeporteerd. In 1894 werden ze 'vrijgelaten' en naar Oklahoma gebracht waar Geronimo zijn laatste jaren doorbracht als boer en verkoper van souvenirs aan toeristen. Ook werd hij er lid van de gereformeerde kerk.
Geronimo's angst dat zijn volk zou uitsterven, was terecht. Destijds waren er meer dan 1.200 Chiricahua. Tegen de tijd dat ze werden vrijgelaten waren er nog 265 over. Volgens zijn naasten speet het Geronimo dat hij zich aan Miles had overgegeven en dat hij het niet tot aan de laatste man had uitgevochten in de Sierra Madre.
Op een winternacht in 1909 viel Geronimo, toen 79 jaar oud, van zijn paard. Hij lag tot de volgende ochtend in een greppel en stierf een paar dagen later aan longontsteking. Op zijn sterfbed somde Geronimo de namen op van zijn krijgers. Hij werd begraven op het Apache-kerkhof van Fort Sill, te midden van 300 Chiricahua.

## Trivia
- Achterkleinzoon Harlyn Geronimo voert een juridische strijd om het lichaam van zijn overgrootvader te kunnen herbegraven op diens geboortegrond in Arizona. Maar volgens een hardnekkig gerucht zijn de schedel en enkele botten van de Apacheleider in 1918 geroofd door een dispuut van Yale-studenten genaamd Skull and Bones. Een van de grafschenners zou Prescott Bush zijn geweest, vader en grootvader van twee Amerikaanse presidenten.[1]
- Geronimo was eveneens de codenaam voor de militaire missie die de Verenigde Staten op 1 mei 2011 uitvoerden om Osama bin Laden gevangen te nemen of te doden in zijn schuilplaats in Abbottabad (Pakistan).[2]